# Aeropuerto Internacional de Dayton
Aeropuerto Internacional de Dayton (IATA: DAY, OACI: KDAY, FAA LID: DAY) (oficialmente Aeropuerto Internacional James M. Cox-Dayton), anteriormente conocido como Aeropuerto Municipal de Dayton y como Aeropuerto Municipal James M. Cox-Dayton, es un aeropuerto público diez millas al norte de la ciudad de Dayton, en el condado de Montgomery, Ohio}, Estados Unidos. El aeropuerto se encuentra en un enclave de la ciudad de Dayton, no contiguo al resto de la ciudad. Su dirección es 3600 Terminal Drive, Dayton, Ohio 45377. El aeropuerto es la sede de la aerolínea American Eagle PSA Airlines.
El Plan Nacional de Sistemas Aeroportuarios Integrados lo denominó aeropuerto de servicio comercial primario.  El Aeropuerto Internacional de Dayton es el tercer aeropuerto más transitado y el tercero más grande de Ohio, detrás del Aeropuerto Internacional de Cleveland-Hopkins y el Aeropuerto Internacional de Puerto Columbus. (Si bien el aeropuerto de Cincinnati también es más transitado, está ubicado en el estado vecino de Kentucky).
El Aeropuerto Internacional de Dayton gestionó 2,607,528 de pasajeros en 2012 y tuvo 57,914 despegues y aterrizajes combinados en 2012. Dayton ocupó el puesto n.° 76 en embarques en aeropuertos de E.U.A. en 2008.  El aeropuerto tiene vuelos sin escalas a 17 destinos.

## Instalaciones
El Aeropuerto Internacional de Dayton cubre 1700 ha (4200 acres) y tiene tres pistas pavimentadas:
- 06L/24R: 3,323 m (10,901 pies) × 46 m (150 pies), asfalto/concreto
- 06R/24L: 2,220 m (7,285 pies) × 46 m (150 pies), concreto
- 18/36: 2591 m) × 46 m (150 pies), asfalto/concreto

Hay trece procedimientos de aproximación por instrumentos en el aeropuerto: seis aproximaciones con Sistema de aterrizaje instrumental (ILS), seis aproximaciones con sistema de posicionamiento global (GPS) y una aproximación con radiobaliza no direccional (NDB). Las pistas con ILS son 6L, 24R, 24L y 18; 6L tiene capacidad para procedimientos ILS CAT II y III. En cada pista se han instalado aproximaciones GPS. La pista 6R es la única pista con una aproximación NDB.
La terminal tiene dos salas: la Sala A tiene 12 pasarelas y la Sala B tiene 8.
El aeropuerto tiene varios operadores de base fija que ofrecen combustible (tanto avgas como combustible para aviones) y otros servicios como mantenimiento general, estacionamiento de aeronaves, salas de conferencias, salas de descanso para la tripulación, duchas, transporte de cortesía y más.

### Tráfico
En 2018, el aeropuerto tuvo un promedio de 141 operaciones de aeronaves por día, totalizando 51,445 operaciones: 24% aviación general, 42% taxi aéreo, 33% aerolíneas programadas y <1% militares.
En 2012, el aeropuerto informó 102,700 salidas y alrededor de 98,200 en 2013.

### Transporte terrestre y alquileres
El servicio de taxi está disponible en la acera. Liberty Cab, Dayton Checker Cab, All America Taxi, Dayton Express Company, Diamond Taxi, Petra Cab, Charter Vans Inc. y Skyair, Inc. brindan transporte terrestre en toda el área metropolitana de Dayton. También hay varias empresas de alquiler de automóviles que prestan servicio en el aeropuerto.El 11 de agosto de 2013, la Autoridad de Tránsito Regional de Greater Dayton comenzó a ofrecer servicio de transporte público desde y hacia el centro de Dayton. Con la excepción de algunas rutas fallidas en el pasado,  el aeropuerto no contaba con servicio de transporte público local antes de esta fecha, lo que lo convirtió en el segundo aeropuerto más transitado de los Estados Unidos continentales que carece de opciones de transporte público. A partir de febrero de 2019, la Ruta 43 sirve al aeropuerto de siete a ocho veces al día de lunes a viernes, seis veces los sábados y tres veces los domingos.

### Servicios
Los restaurantes incluyen MVP Bar and Grill, 12th Fairway Bar and Grill, Dunkin', The Great American Bagel Bakery y Max & Erma's. También hay varias tiendas de conveniencia y puestos de periódicos dentro del aeropuerto.
Había dos locales de Starbucks en la terminal, pero cerraron debido al COVID-19 y no volverán a abrir. Heritage Booksellers también cerró y se convirtió en una zona de asientos temporal a la espera de una nueva construcción en el aeropuerto.
El aeropuerto tiene varias estaciones de carga de Fuel Rod junto con una nueva máquina de efectivo a tarjeta para pagar el equipaje facturado en los mostradores de documentación.

## Aerolíneas y destinos

### Pasajeros
| Aerolíneas       | Destinos |
| ---------------- | --- |
| Allegiant Air    | Estacional: Orlando/Sanford, Punta Gorda (FL), San Petersburgo/Clearwater                                                                 |
| American Eagle   | Charlotte, Chicago–O'Hare, Dallas/Fort Worth, Filadelfia, Nueva York–LaGuardia (finaliza el 2 de septiembre de 2025), Washington–National |
| Delta Air Lines  | Atlanta |
| Delta Connection | Atlanta, Nueva York–LaGuardia |
| United Airlines  | Estacional: Chicago–O'Hare (inicia el 25 de septiembre de 2025), Denver                                                                   |
| United Express   | Chicago–O'Hare, Denver, Washington–Dulles                                                                                                 |

### Carga
| Aerolíneas    | Destinos |
| ------------- | -------- |
| FedEx Express | Memphis  |

El Aeropuerto Internacional de Dayton alguna vez estuvo entre las instalaciones de carga aérea más concurridas del país y fue el centro del Medio Oeste de Emery Worldwide, una empresa de CA.  Emery, que entonces operaba bajo el nombre de Menlo Worldwide Forwarding, fue adquirida por United Parcel Service (UPS) a fines de 2004.UPS cerró la instalación el 30 de junio de 2006 y trasladó las operaciones a Worldport en el Aeropuerto Internacional de Louisville.

## Estadísticas

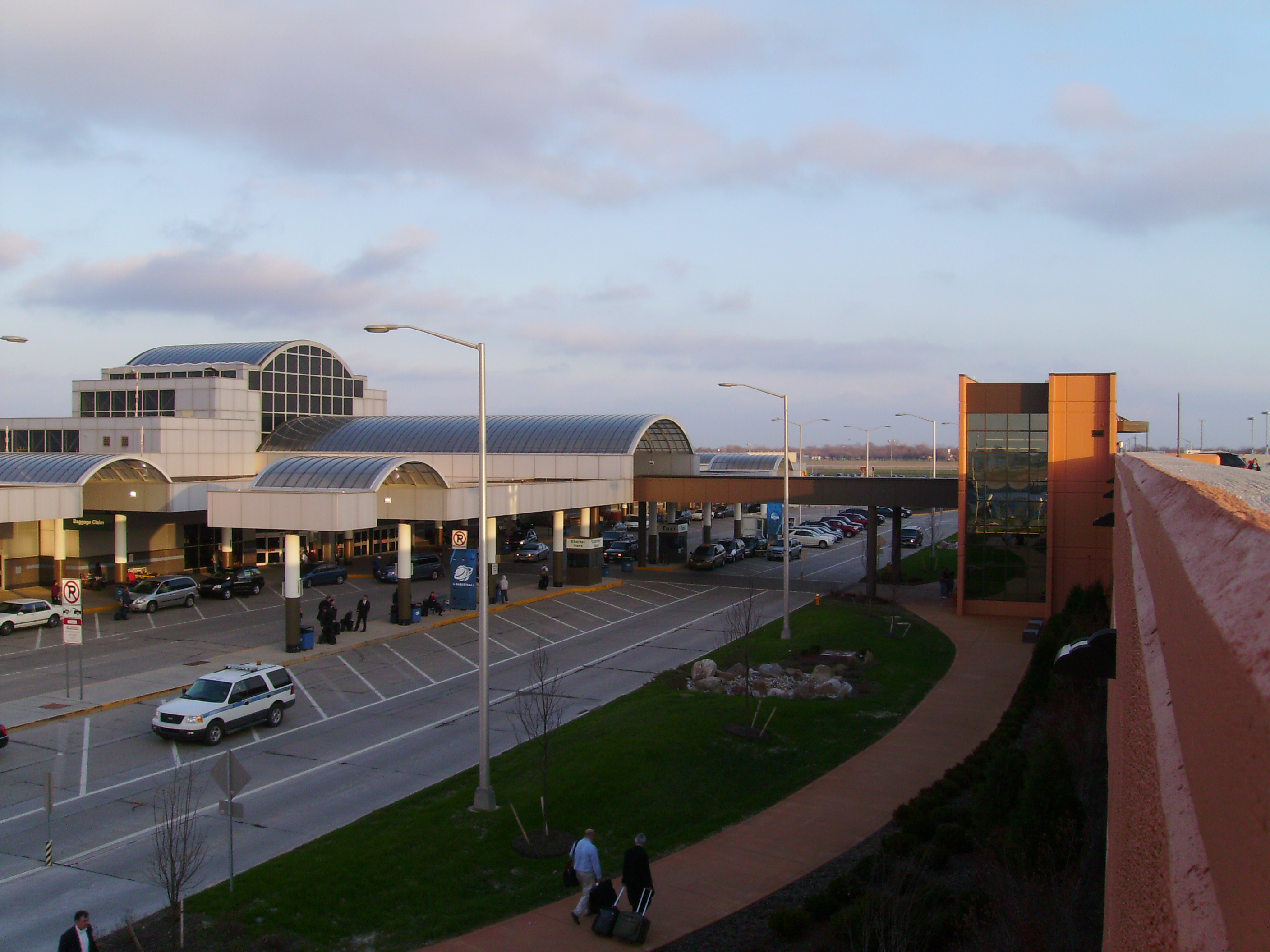
Exterior del aeropuerto.

Durante el período de 12 meses que finalizó el 31 de diciembre de 2021, el aeropuerto tuvo 41,200 operaciones de aeronaves, un promedio de 113 por día. Esto fue 35% de aviación general, 32% de taxi aéreo, 31% comercial y 2% militar. Durante el mismo período de tiempo, 34 aeronaves estuvieron basadas en el aeropuerto: 13 aviones monomotor y 10 multimotor, así como 11 jets.
| Año  | Pasajeros | Cambio |
| ---- | --------- | ------ |
| 2003 | 1,315,106 | —      |
| 2004 | 1,447,941 | 10.1%  |
| 2005 | 1,222,263 | -15.6% |
| 2006 | 1,306,454 | 6.9%   |
| 2007 | 1,427,630 | 9.3%   |
| 2008 | 1,465,480 | 2.7%   |
| 2009 | 1,253,782 | -14.4% |
| 2010 | 1,264,650 | 0.9%   |
| 2011 | 1,269,106 | 0.4%   |
| 2012 | 1,304,313 | 2.8%   |
| 2013 | 1,253,287 | -3.9%  |
| 2014 | 1,143,724 | -8.7%  |
| 2015 | 1,072,620 | -6.2%  |
| 2016 | 1,035,263 | -3.5%  |
| 2017 | 950,620   | -8.2%  |
| 2018 | 906,003   | -4.7%  |
| 2019 | 892,414   | -1.5%  |
| 2020 | 337,517   | -62.2% |
| 2021 | 538,420   | 59.5%  |
| 2022 | 584,487   | 8.6%   |
| 2023 | 621,433   | 6.3%   |
| 2024 | 645,930   | 3.9%   |

Rendimiento de carga en Dayton'
| Año  | Carga (tons) | Cambio |
| ---- | ------------ | ------ |
| 2003 | 360,796.26   | —      |
| 2004 | 369,437.91   | 2.4%   |
| 2005 | 370,510.27   | 0.3%   |
| 2006 | 166,613.50   | -55.0% |
| 2007 | 10,487.41    | -93.7% |
| 2008 | 9,501.95     | -9.4%  |
| 2009 | 10,387.54    | 9.3%   |
| 2010 | 8,092.88     | -22.1% |
| 2011 | 8,597.20     | 6.2%   |
| 2012 | 10,068.94    | 17.1%  |
| 2013 | 7,818.79     | -22.3% |
| 2014 | 9,132.61     | 16.8%  |
| 2015 | 8,542.09     | -6.5%  |
| 2016 | 8,492.23     | -0.6%  |
| 2017 | 8,167.48     | -3.8%  |
| 2018 | 8,035.22     | -1.6%  |
| 2019 | 8,198.65     | 2.0%   |
| 2020 | 7,258.12     | -11.5% |
| 2021 | 7,828.73     | 7.8%   |
| 2022 | 7,298.84     | -6.8%  |
| 2023 | 7,320.90     | 0.3%   |
| 2024 | 7,421.27     | 1.4%   |